# FC Iberia 1999
FC Iberia 1999, voorheen FC Saboertalo, is een voetbalclub uit de Georgische hoofdstad Tbilisi.

## Geschiedenis
De club werd in 1999 opgericht als lokale voetbalschool in de wijk Saboertalo van Tbilisi. In 2005 werd de voetbalschool overgenomen door de Iberia Business Group en werd er een jeugdopleiding opgezet die jonge spelers moest opleiden voor het profvoetbal.
In het seizoen 2013/14 kreeg FC Saboertalo voor het eerst een seniorenteam wat begon in de Pirveli Liga. In het seizoen 2014/15 won FC Saboertalo haar poule in de Pirveli Liga en promoveerde naar het hoogste niveau. In 2018 werd de club voor het eerst landskampioen.
De club speelt in het Micheil Meschistadion en traint in het Bedelastadion middenin de wijk Saboertalo.
Op 27 februari 2024 werd de naam van de club gewijzigd in FC Iberia 1999.

## Erelijst
- Erovnuli Liga

2018, 2024
- Georgische voetbalbeker

2019, 2023
- Georgische supercup

2020

## Eindklasseringen (grafiek) vanaf 2014
| 8 |

| 1 |

| 9 |

| 3 |

| 4 |

| 1 |

| 3 |

| 5 |

| 4 |

| 6 |

| 6 |

| 1 |

| Erovnuli Liga | Erovnuli Liga 2 |

## In Europa
Uitslagen vanuit gezichtspunt FC Saboertalo/FC Iberia 1999
| Seizoen                                                    | Competitie        | Ronde | Land              | Club                | Totaalscore  | 1e W    | 2e W         | PUC |
| ---------------------------------------------------------- | ----------------- | ----- | ----------------- | ------------------- | ------------ | ------- | ------------ | --- |
| 2019/20                                                    | Champions League  | 1Q    | Vlag van Moldavië | Sheriff Tiraspol    | 4-3          | 3-0 (U) | 1-3 (T)      | 2.0 |
|                                                            |                   | 2Q    | Vlag van Kroatië  | Dinamo Zagreb       | 0-5          | 0-2 (T) | 0-3 (U)      | 2.0 |
| 2019/20                                                    | Europa League     | 3Q    | Vlag van Armenië  | FC Ararat-Armenia   | 2-3          | 2-1 (U) | 0-2 (T)      | 2.0 |
| 2020/21                                                    | Europa League     | 1Q    | Vlag van Cyprus   | Apollon Limasol     | 1-5          | 1-5 (U) |              | 0.5 |
| 2022/23                                                    | Conference League | 1Q    | Vlag van Albanië  | Partizan Tirana     | 1-1 (5-4 ns) | 0-1 (T) | 1-0 nv (U)   | 2.0 |
|                                                            |                   | 2Q    | Vlag van Roemenië | FCSB                | 3–4          | 1-0 (T) | 2-4 (U)      | 2.0 |
| 2024/25                                                    | Conference League | 2Q    | Vlag van Albanië  | Partizan Tirana     | 2-0          | 2-0 (T) | 0-0 (U)      | 1.5 |
|                                                            |                   | 3Q    | Vlag van Turkije  | Istanbul Başakşehir | 0-3          | 0-1 (T) | 0-2 (U)      | 1.5 |
| 2025/26                                                    | Champions League  | 1Q    | Vlag van Zweden   | Malmö FF            | 2-6          | 1-3 (T) | 1-3 (U)      | 0.5 |
| 2025/26                                                    | Conference League | 2Q    | Vlag van Estland  | FCI Levadia Tallinn | 2-3          | 0-1 (U) | 2-2 (nv) (T) | 0.5 |
| Totaal aantal behaalde punten voor UEFA-coëfficiënten: 6.5 |                   |       |                   |                     |              |         |              |     |

Zie ook
- Deelnemers UEFA-toernooien Georgië
- Eeuwige ranglijst van deelnemers UEFA-clubcompetities

## Bekende (oud-)spelers
- Julius Bliek
- Valeri Kazaisjvili
- Jeroen Lumu
- Lasja Totadze
- Giorgi Tsjantoeria

Dila Gori · 
Dinamo Batoemi ·
Dinamo Tbilisi ·
Gagra · 
Gareji ·
Iberia 1999 ·
Kolcheti 1913 Poti ·
Samgoerali · 
Telavi ·
Torpedo Koetaisi ·
FC Dinamo Tbilisi 2 ·
FC Gonio ·
Iberia 1999 2 · 
Lokomotivi Tbilisi ·
Merani Martvili ·
FK Mesjachte Tkiboeli ·
FC Roestavi ·
FC Samtredia ·
Sioni Bolnisi ·
Spaeri ·